# Pallavolo alla XXVI Universiade
Il torneo di pallavolo della XXVI Universiade si è svolto a Shenzen, Cina, dal 12 al 22 agosto 2011. Sia il torneo maschile che quello femminile hanno visto la partecipazione di 16 rappresentative.

## Podi
| Evento               | Oro | Argento | Bronzo |
| Maschile (dettagli)  | Russia Evgenij Sivoželez Pavel Kruglov Aleksandr Abrosimov Anton Dubrovin Konstantin Lesik Roman Martynjuk Michail Ščerbakov Vasilij Nosenko Aleksej Območaev Sergej Bagrej Aleksandr Gucaljuk Nikolaj Leonenko | Ucraina Pylyp Harmaš Dmytro Šavrak Oleksij Klymar Volodymyr Koval'čuk Oleksandr Žumatij Ruslan Juškevyč Andrij Savin Viktor Ščekaljuk Andrij Topčij Andrij Levčenko Dmytro Babkov Ruslan Ševcov | Brasile Maurício de Souza Luiz Fonteles Murilo Radke Túlio Nogueira Thiago Alves Gustavo Bonatto Tiago Brendle Renan Buiatti Carlos Faccin Éder Carbonera Rogério Nogueira Wallace de Souza                    |
| Femminile (dettagli) | Brasile Fernanda Berti Tássia Silva Regiane Bidias Mariana Costa Flávia Kuchenbecker Fernanda da Silva Michelle Pavão Ana Carolina da Silva Roberta Ratzke Amanda Francisco Natasha Farinea Juliana Nogueira    | Cina Xi Xi Bian Yuqian Xinyun Li Lili Wang Huijing Zgu Yuan Zhang Zhang Lei Xiaoying Ma Yanwen Xiao Zhang Yichan Yi Shen Chen Yina                                                              | Russia Jana Ščerban' Irina Stratanovič Valerija Hončarova Ekaterina Osičkina Dar'ja Vekšina Dar'ja Stoljarova Ksenija Bondar' Viktorija Rusakova Dar'ja Pisarenko Irina Uralëva Svetlana Surtceva Regina Moroz |

## Medagliere
| Posizione | Paese   |   |   |   | Totale |
| --------- | ------- | - | - | - | ------ |
| 1         | Brasile | 1 | 0 | 1 | 2      |
| 1         | Russia  | 1 | 0 | 1 | 2      |
| 3         | Cina    | 0 | 1 | 0 | 1      |
| 3         | Ucraina | 0 | 1 | 0 | 1      |
| Totale    | Totale  | 2 | 2 | 2 | 6      |